# بيتر هارتمان
بيتر هارتمان (بالهولندية: Peter Hartman) هو رائد أعمال هولندي، ولد في 1949.